# دستگاه بالانس

بالانس دینامیکی: S- مرکز جرم M_{P}- گشتاور ناشی از نابالانسی I_{1}- محور اصلی لختی A,B- واکنش‌های تکیه گاه به نابالانسی m- جرم بالانس کننده

طرحی از یک دستگاه بالانس با پایه‌های الاستیک: ۱- پایه صلب ۲- پایه‌های الاستیک ۳- صفحه الاستیک ۴- ارتعاش سنج ۵و۶- صفحات بالانس ۷- روتور

دستگاه بالانس (به انگلیسی Balancing machine) یک ابزار اندازه‌گیری است که برای بالانس اجزا گردان ماشین مانند روتورهای موتور الکتریکی، فن، توربین، دیسک گردان، ترمز دیسکی، پیش ران و پمپ به کار می‌رود. این دستگاه از دوپایه صلب همراه با سیستم تعلیق و یاتاقانهایی در قسمت بالایی تشکیل شده‌است که یک سکوی با قابلیت بارگیری را فراهم می‌کنند. نمونه آزمایش به سکو پیچ می‌شود و به چرخش درمی آید. همزمان با چرخش نمونه سنسورها ارتعاش در سیستم تعلیق را اندازه‌گیری کرده و میزان نابالانسی را مشخص می‌کنند. همراه با اطلاعات فاز دستگاه می‌تواند مشخص کند که چه اندازه جرم و به کجای نمونه باید افزوده یا کاسته شود تا ارتعاش کاسته شود یا از میان برود.